# Calligrapha amator
Espèce
Calligrapha amator (nom vernaculaire anglais : Ontario calligrapha) est une petite espèce de coléoptères de la famille des Chrysomelidae, un insecte phytophage qui se rencontre dans le Sud-Est du Canada, particulièrement en Ontario.

## Systématique
L'espèce Calligrapha amator a été décrite en 1945 par l'entomologiste canadien Williamson James Brown (d) (1902–1977).

## Description
Sa livrée est blanche, à macules noires légèrement variables. Ses antennes se composent d'au moins onze articles. Ses élytres présentent une large macule multilobée en son centre, deux macules noires et arquées près du pronotum, et de plusieurs points et taches noirs à leur extrémité apicale. Ses pattes sont brun orangeâtre.